# Girl Thing (album)
Girl Thing è il primo e unico album del gruppo musicale britannico Girl Thing, pubblicato il 9 gennaio 2001 a livello mondiale dalle etichette BMG e RCA.
L'album è stato promosso dai singoli Last One Standing, Girls On Top e, solo in Australia, Young, Free & Happy.

## Tracce
1. Last One Standing
2. Girl On Top
3. Young, Free & Happy
4. We've Come to Mambo
5. Last Goodbye
6. Sometimes You Hit Sometimes You Miss
7. Girl Thing
8. Don't Look Down
9. Wake Up
10. Pure & Simple
11. From All of Us
12. Shhh
13. It That's What It Takes
14. You Can Rub But You Can't Hide
15. Sister Love
16. Girls On Top (K-Klass Klub Mix)